# Saint-Derrien
Saint-Derrien is een gemeente in het Franse departement Finistère (regio Bretagne). De plaats maakt deel uit van het arrondissement Morlaix. Saint-Derrien telde op 1 januari 2022 846 inwoners.

## Geografie
De oppervlakte van Poullan-sur-Mer bedroeg op 1 januari 2022 12,28 vierkante kilometer; de bevolkingsdichtheid was toen 68,9 inwoners per km².

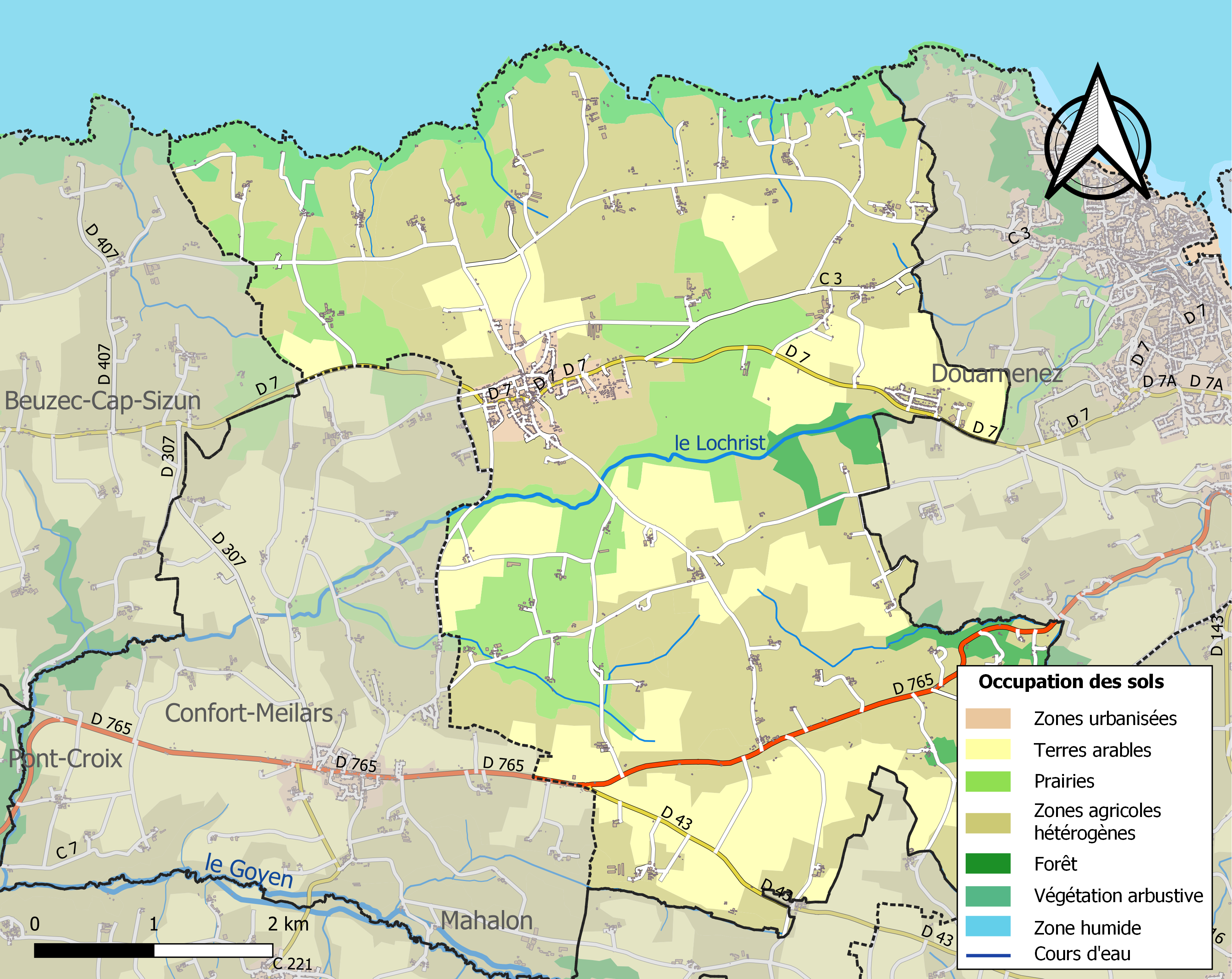
Kaart van de gemeente met belangrijkste infrastructuur, bodemgebruik en omliggende gemeenten

## Demografie
Onderstaande figuur toont het verloop van het inwonertal (bron: INSEE-tellingen).